# Mi a pálya, Mimi?
A Mi a pálya, Mimi? (eredeti cím: What About Mimi?) kanadai televíziós 2D-s számítógépes animációs sorozat, amelyet Colleen Holub rendezett. A forgatókönyvet Louise Moon, Peter Lapres és Chris Bartleman írta, a zenéjét Hal Beckett szerezte, a főszerepben Chiara Zanni hangja hallható. Kanadában a Teletoon vetítette, Magyarországon a pedig a Minimax sugározta.

## Ismertető
Ez egy családbarát sorozat, amelynek főhőse Mimi, aki egy 11 éves kislány és a nagy szándéka az, hogy a világon változást tegyen. Nagy erővel hozzá is fog, az ötletei briliánsok de sokszor bonyolultak is, de e közben együtt drukkolnak ehhez a családja is és a barátai is, hogy a kríziseket megoldja sikeresen. Vajon, hogy fog következni Mimi kalandja? A történetből kiderül, e felejthetetlen utazás során.

## Szereplők
- Mimi Morton
- Elaine Pituskin
- Russell Van Eden
- Sincerity Travers
- Brock Wickersham
- Budweiser "Buddy" Wickersham
- Brad "Bradley" Mortin
- Jason Mortin
- Saffron Mortin
- Marvin "Marv" Mortin
- Hayley Kitchensinker
- Herbert Finkle
- Lodeman
- Ms. Victoria Frances Grindston
- Mr. Petri
- Mr. Jacques
- Ms. Murchison
- Principal Earl
- Mr. Pianoforte

## Magyar hangok
- Bogdányi Titanilla – Mimi Morton
- Lamboni Anna – Elaine Pituskin
- Penke Bence – Russell Van Eden
- Gacsal Ádám – Brock Wickersham
- Mánya Zsófia – Sincerity Travers
- Endrédi Máté – Brad "Bradley" Mortin
- Glósz András – Jason Mortin
- Berkes Bence – Budweiser "Buddy" Wickersham
- Tördei Tünde – Saffron Mortin
- Ungvári Gergő – ?
- Baráth István – ?
- Seder Gábor – Marvin "Marv" Mortin
- Bácskai János – ?
- Csuja Imre – ?
- Ősi Ildikó – ?
- Forgács Gábor – ?
- Kautzky Armand – ?
- Csík Csaba Krisztián – ?
- Zsigmond Tamara – ?
- Fekete Zoltán –.?
- Kiss Eszter – ?

## Epizódok

### 1. évad
1. Második nászút (Second Honeymoon)
2. A nagy kampány (The Great Campaing)
3. A Stepford ikrek (The Stepford Twins)
4. Békaugrás (Leapfrog)
5. Vadóc (Wild Thing)
6. A limonádés tan (Lemonade Kid)
7. Nyaralás (Into the Woods)
8. A játék a lényeg (The Plays the Thing)
9. A mamlasz király (The King of Uncool)
10. Végre, itt a nyár (Summer in the City)
11. Fránya macska (Poster Cat)
12. Az év tanára (Theacher of the Year)
13. A meg nem született sztárok (A Star isn't Born)

### 2. évad
1. Fények, kamera, felvétel (Lights, Camera, Action)
2. Mókamesteger (Jokers Wild)
3. Medúza, a király (Jellyfish Rule)
4. Szerezz munkát (Get a Job)
5. Kupid nyila (Cupid's Arrows)
6. A füles (The Scoop)
7. Délidő (High Toon)
8. Mélytengeri Mimi (Deep Sea Mimi)
9. Szőke herceg (Mr. Blue Eyes)
10. Outta Sync (Outta Sync )
11. Múzeumi csetepaté (Museum Mayhem)
12. A nagy pizsamaparti (The Big Sleep Over)
13. Higgy, a síelésben (Skiing is Believing)

### 3. évad
1. Állat megőrző / A mi kis einsteinünk (Animal House / Our Little Einstein)
2. A szülinapi ajándék / Herbert és az idegenek (The Birthday Present / Close Encounters of the Herbert Kind)
3. Enyves kezek / Ne az én bioszférámban (Sticky Fingers / Not in My Biosphere)
4. Missmagányosszív / Brock robotja (Lonely Hearts / Brock's Robot)
5. Mimi klub / A tanyán (Club Mimi / Down on the Farm)
6. Az elfelejtett etikett / A jó öreg ház (Forget Etiquette / This Old House)
7. Vasember / A közösség választása (Tough Guy / Critic's Choice)
8. Brocky a jófiú / A mindenes (My Fair Brocky / Her Girl Mimi)
9. Az egyenruha / A málhás lány (Uniformity / Caddy Girl)
10. Új élet / Apák napja (Save the Rainforest / Father's Day)
11. Rémségek kicsiny iskolája / A sportnap (The Creeps / Sports Day)
12. A milliomos nagykutya / Tömbbuli (Millionaire Mogul / Block Party)
13. Törvény és zűrzavar / Hol van tűz? (Law and Disorder / Where's the Fire?)